# Капсид
Капсид је протеински омотач вируса који је изграђен од ситних лоптица које се називају капсомере. Може бити спирални, кубни полихедрични и комплексни (комбинација спиралног и кубног капсида, који се најчешће се среће код бактеријских вируса). Икосаедарни облик, који има 20 еквилатералних троугаоних страна, је апроксимално сферан, док је хеликсни облик цилиндричан. Стране капсид се могу састојати од једног или више протеина. На пример, капсоидни вирус болести слинавка и шап има стране које се састоје од три протеина, VP1–3.